# 环辛四烯三羰基铁
环辛四烯三羰基铁是一种有机铁化合物，化学式为(C8H8)Fe(CO)3。它和其它(二烯)Fe(CO)3配合物一样，是反磁性的橙色固体。尽管它的一些异构体有可能存在，目前只观测到了η4-C8H8的配合物。作为一种流变分子，在NMR时间尺度上，Fe(CO)3中心会绕着环辛四烯配体的边缘迁移。